# Venă tiroidiană mijlocie

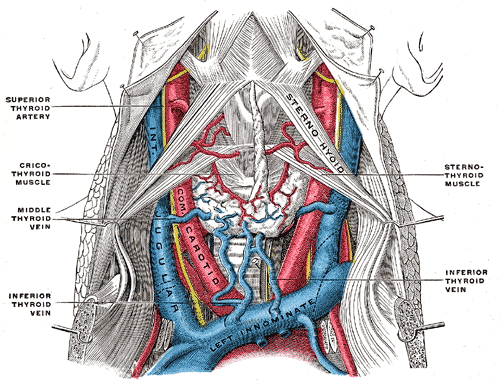
Fascia și vena tiroidiană mijlocie

Vena tiroidiană mijlocie (latină vena thyreoidea media) colectează sângele din partea inferioară a glandei tiroide și, după ce primește niște vene din laringe și trahee, se termină în partea inferioară a venei jugulare interne.

## Caracteristică clinică
Această venă este supusă disecției ca parte a procedurilor chirurgicale asupra tiroidei.

## Imagini suplimentare

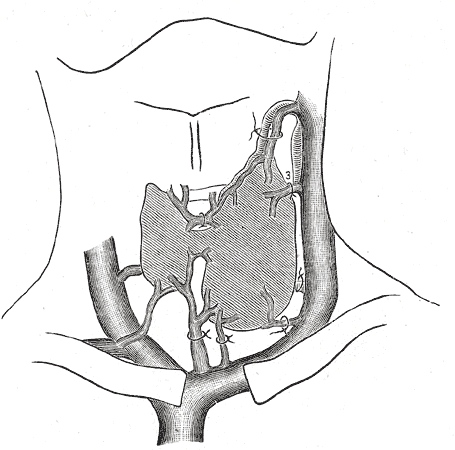
Diagrama care prezintă dispunerea comună a venelor tiroidiene.
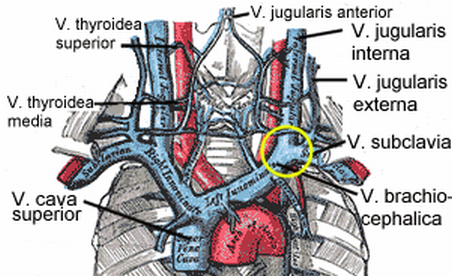
Venele venæ cavæ și azygos, cu afluenții lor.